# Лосев, Михаил Николаевич
Михаил Николаевич Лосев (1 марта 1878 — после 1911) — военный инженер-механик, участник русско-японской войны, Георгиевский кавалер, капитан Корпуса инженер-механиков флота.

## Биография
Родился 1 марта 1878 года. Окончил Морское инженерное училище. 10 сентября 1901 года произведён в младшие инженер-механики.
В 1903—1904 года — исполняющий должность трюмного механика, затем — младший судовой механик вспомогательного крейсера «Ангара», на котором с началом боевых действий в ходе русско-японской войны перешёл из Владивостока в Порт-Артур.
В 1904 году находясь в Порт-Артуре служил младшим судовым механиком бронепалубного крейсера I ранга «Паллада», затем помощником старшего судового механика броненосца "Полтава (упоминается под собственной фамилией в историческом романе А. Н. Степанова «Порт-Артур»). На «Полтаве» все младшие механики были распределены по ремонтным и инженерным работам. Младший инженер-механик Лосев ведал в порту пригоном, обрезкой и сверлением обшивных листов для кораблей.
Был назначен судовым механиком эскадренного броненосца «Ретвизан». 22 сентября 1904 года вызвался добровольцем подорвать 280-мм мортиры противника, которые по сведениям разведки, находились в районе бухты Тахэ. Шлюпка с диверсионной командой из трёх человек во главе с Лосевым была прибуксирована к бухте минным катером с «Ретвизана». При подходе к берегу их заметили японцы. Добровольцы были обстреляны винтовочным огнём, операция сорвалась. Лосев со своими матросами вернулся в Порт-Артур.
Младший инженер-механик Лосев одним из первых ушёл с корабля на берег для борьбы с японцами. Был назначен на Курганную батарею субалтерн-офицером в сухопутную стрелковую роту, кроме того заведовал всеми прожекторами на батарее. Лично совершил 22 вылазки в тыл врага для проведения разведки и уничтожения минных работ японских сапёров на позициях. В октябре 1904 года, с целью обратного захвата окопов укрепления № 3, Лосев с двумя охотниками-минёрами, пробравшись в темноте к боевым позициям японцев, забросал их пироксилиновыми десятифунтовыми ручными гранатами, вынудив противника в панике оставить окопы. Был награждён орденом Святой Анны III степени с мечами и бантом:

«Младший Инженер-Механик Эскадренного броненосца „Полтава“ Лосев за отличие в делах против неприятеля и за отлично выполненное поручение в ночь на 15-е октября, когда он пробрался с охотниками в окоп противника и, бросая ручные бомбы, выгнал из окопа японцев, награждается мною Орденом Св. Анны III степени с мечами и бантом».— Приказ генерала Стесселя № 772 от 15 октября 1904 года
В ноябре 1904 года японцы сосредоточили все силы для захвата горы Высокая, с которой просматривалась вся порт-артурская гавань. 17 ноября 1904 года, во время штурма противника Высокой горы, Лосев принял от тяжело раненного командира броненосца «Севастополь» десантную роту, бросился с нею на японцев в штыки, выбил их из занятого ими редута, защищал его до смены десантной роты стрелками, а затем, отправился на вылазку, во время которой был тяжело ранен осколком 11" снаряда. Лосев с двумя солдатами держался в одном редуте до полудня 23 ноября, отстреливаясь от японцев. Он был последним комендантом горы Высокая. После ожесточённых боёв продолжавшихся десять дней 22 ноября (5 декабря) 1904 Высокая была взята. Японцы, взяв раненого Лосева в плен не хотели поверить, что всего три человека защищали этот редут более 12 часов. За этот подвиг Лосев впоследствии был награждён орденом Святого Георгия 4 степени и Золотым оружием «За храбрость».
1 января 1905 года Лосев, находясь в плену у японцев, был произведён в поручики, а 6 декабря того же года в штабс-капитаны Корпуса инженер-механиков флота.
После подписания Портсмутского мирного договора, 16 декабря 1905 года Лосев вернулся из плена во Владивосток
6 декабря 1910 года был произведён в капитаны, а 13 декабря — уволен «от службы по болезни, от ран и контузий происходящей, с мундиром и пенсией». Дальнейшая судьба не известна.
Вдова М. Н. Лосева — Зинаида Александровна умерла 20 апреля 1966 года.

## Награды
- Орден Святой Анны 3 степени с мечами и бантом (утв. 01.08.1905)
- Орден Святой Анны 4 степени «за храбрость» (01.08.1905)
- Орден Святого Станислава 2 степени с мечами (18.09.1905)
- Орден Святого Георгия 4 степени (03.09.1905) за геройский подвиг во время штурма Высокой горы 17.11.1904 г., когда, приняв от тяжело раненного командира севастопольскую десантную роту, бросился с нею на японцев в штыки, выбил их из занятого ими редута и защищал оный до смены десантной роты стрелками, а затем, тотчас же отправился на вылазку, во время которой был тяжело ранен осколком 11"снаряда.
- Золотое оружие «За храбрость» — сабля (19.12.1905).